# Etnias de Zambia

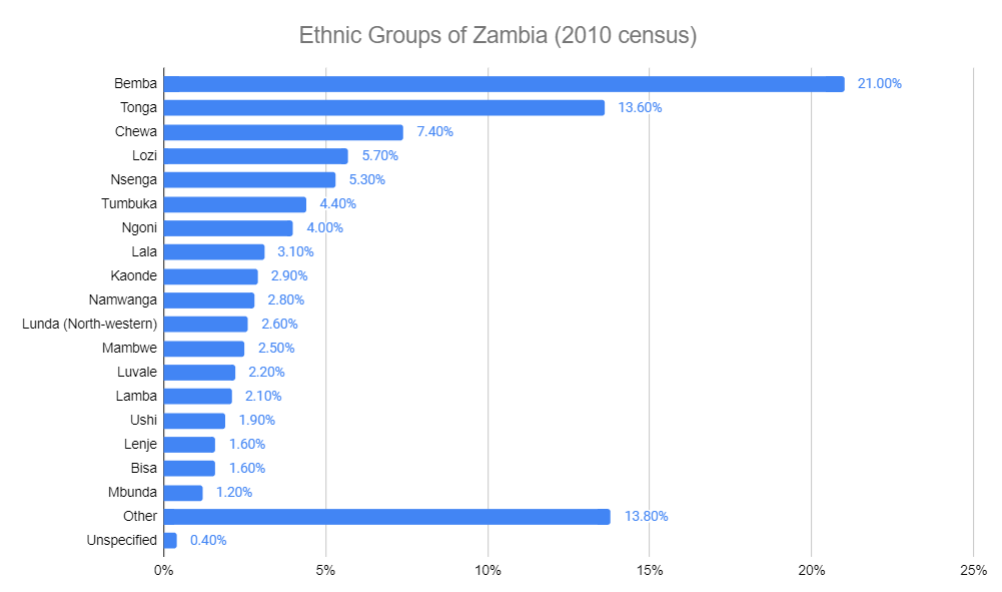
Grupos étnicos más importantes de Zambia

En Zambia hay 72 grupos étnicos, de los que el más importante es el pueblo bemba. Con este se identifican entre el 18 y el 21 % de zambianos, y su lengua, el bemba, lo hablan el 33 % de los habitantes del país. Le siguen los pueblos tonga (13,6 %), chewa (7,4 %), lozi (5,7 %), nsenga (5,3 %), tumbuka (4,4 %), ngoni (4 %), lala (3,1 %) kaonde (2,9 %), namwanga (2,8 %), lunda (2,6 %), mambwe (2,5 %), lovale (2,2 %), lamba (2,1 %), ushi (1,9 %), lenje (1,6 %), bisa (1 %), mbunda (1,2 %) y otros más minoritarios que en conjunto representan el 13,8 %.

## Población

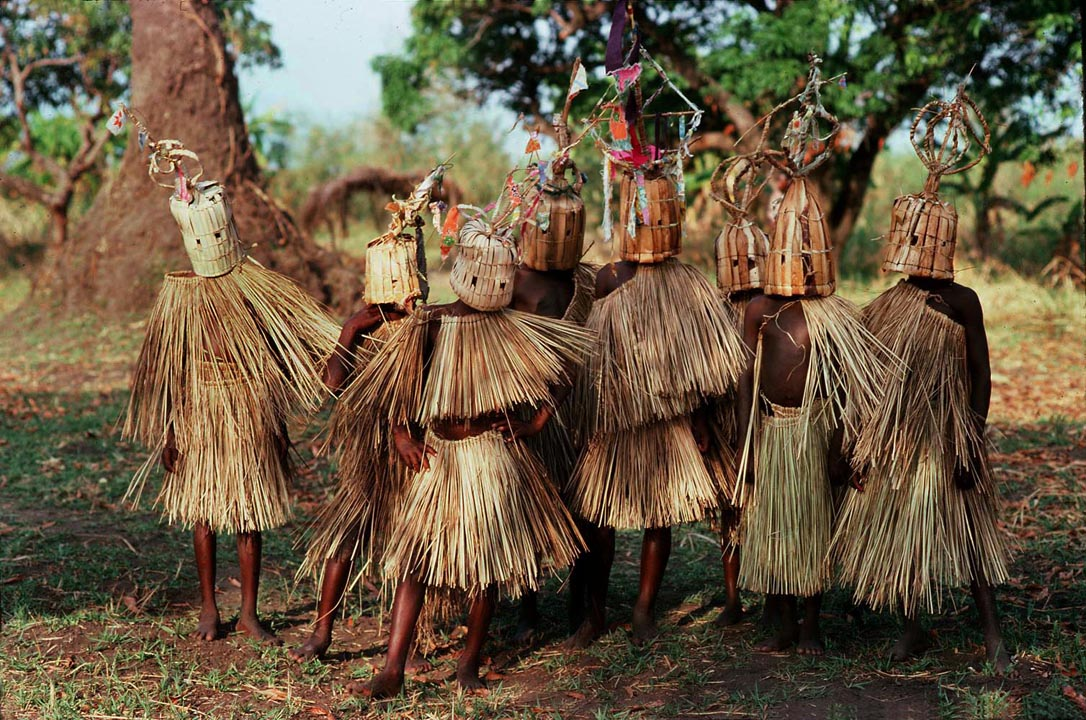
Ritual de circuncisión entre un grupo de niños yao.

Zambia es uno de los países más urbanizados del área subsahariana, con un 45 % de la población concentrada en unas pocas ciudades a lo largo de las principales carreteras (entre ellas Lusaka, 1.300.000, Kitwe y Ndola, 400.000 hab. cada una), con una población rural muy dispersa. En 2021 se sobrepasaban los 19.000.000 habitantes, con un incremento anual de cerca del 3 por ciento y una tasa de fertilidad de 4,7 hijos por mujer (en las zonas rurales hasta 6 hijos). La esperanza de vida de ambos sexos es de 64,7 años (67,7 las mujeres y 61,7 los varones), con una media de edad de 16,9 años. La mortalidad infantil es de 39,4 niños por 1000 nacimientos y de menores de 5 años es de 52,4 por 1000.

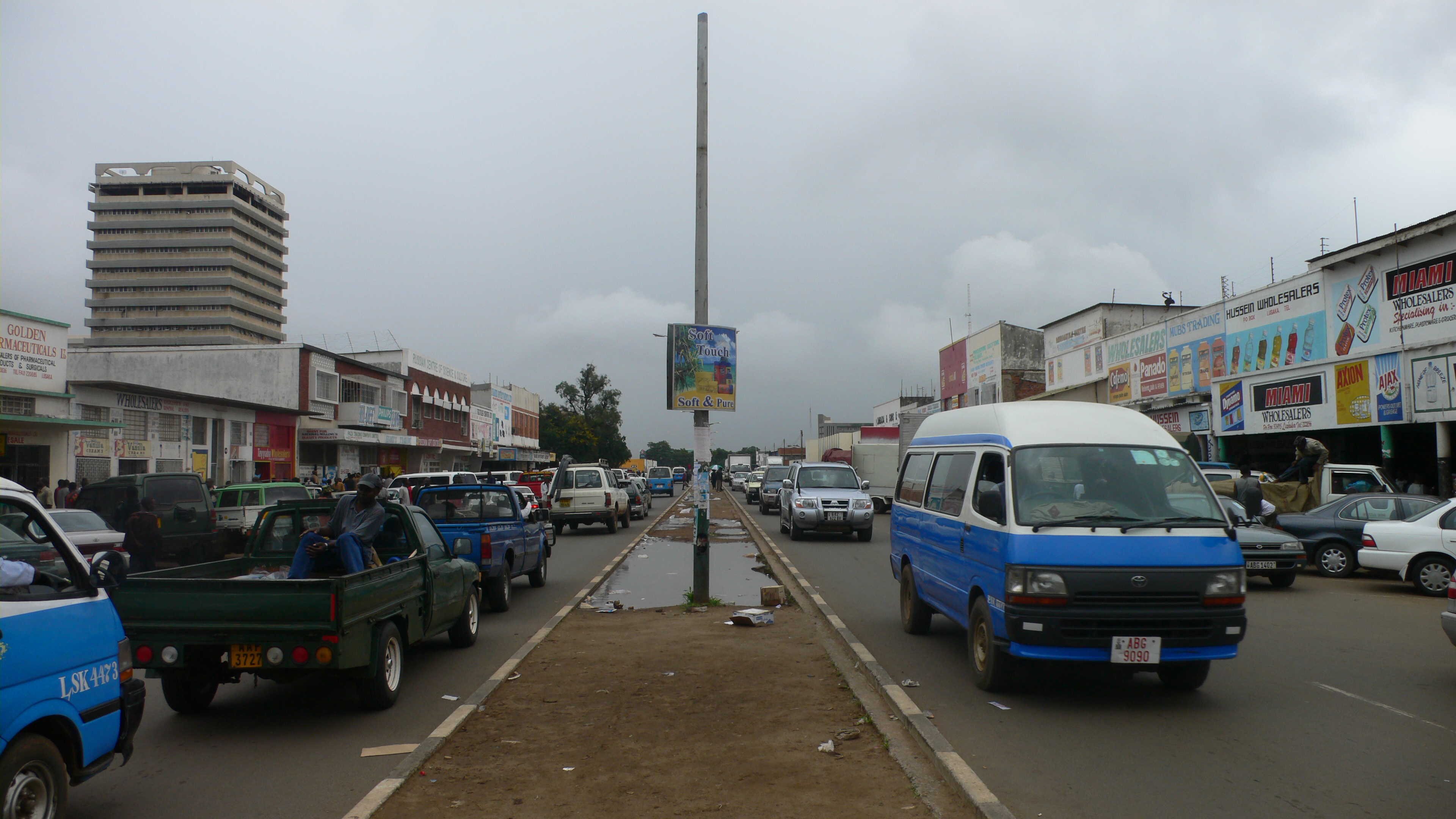
Vista de una calle de Lusaka con letreros en inglés

## Historia
La mayoría de zambianos hablan lenguas bantúes, de la familia congo-nigeriana, y son descendientes de grupos bantúes que se asentaron en la región los últimos dos mil años. Durante la colonización, los británicos se aseguraron las concesiones mineras de la región a través de varios líderes importantes, y en 1911, la zona se incorporó al protectorado de Rodesia del Norte. Los avances en minería atrajeron la inmigración en los años 1920 y 1930. En 1964, el país adquiere la independencia y el nombre de Zambia.

## Grupos étnicos

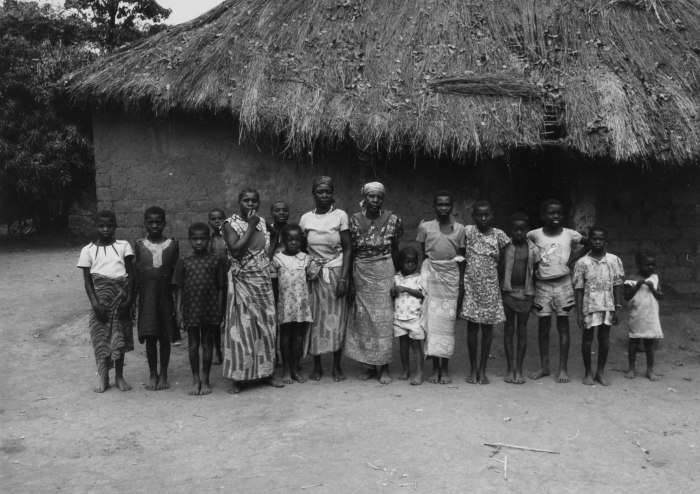
Familia kaonde del noroeste de Zambia en Kiboro en 1978

- Bemba (21 %), más de 5 millones, principalmente en la Provincia del Norte, en Luapula, en Muchinga y en el norte de la Provincia Central, en el nordeste de Zambia sobre todo, así como en las vecinas Congo y Zimbabue. Es un pueblo bantú que habla el idioma bemba. Practican la agricultura de roza y quema sembrando mijo entre las cenizas de una tierra pobre. En los años 1960 y 1970 empezaron a emigrar hacia el sur para trabajar en las minas de cobre de la provincia de Copperbelt. Dicen proceder del Imperio luba, que existió en la RDC y nordeste de Zambia y tuvo su esplendor en el siglo XIX. Se dividen en unos 40 clanes matrilineales dispersos por el país. Practican la poligamia, con privilegios para la primera esposa.[4]

- Tonga (13,6 %), unos 2,5 millones. Pueblo bantú que vive en el sur de Zambia, el norte de su vecina Zimbabue y menos en Mozambique. Hablan el idioma tonga, distinto del que hablan los tonga de Malaui. Tras la construcción del Presa de Kariba se asentaron a lo largo del inmenso lago formado por el embalse.

Mapa donde el idioma chewa es dominante

- Chewa o nyanja, (7,4 %), cerca de 2 millones. Viven en el extremo oriental de Zambia, en el noroeste de Zimbabue, Malaui y Mozambique. Comparten características culturales con sus parientes los bemba. Son matrilineales y polígamos. Viven en poblados cerrados y compactos, gobernado por un líder hereditario y un consejo de ancianos. Destacan en la caza y en la pesca.[5]

- Lozi (5,7 %), en torno a 1.190.000. En el oeste de Zambia, 6 grupos culturales que engloban unas 25 tribus en el oeste de Zambia. También se conocen como barotse por el nombre de la tribu dominante. El pueblo barotse se extiende por otras zonas de Zambia, Angola y la franja de Caprivi en Namibia. Los barotse se llamaban antes aluyi, pero los kololo los conquistaron en 1838 y en su lengua les pusieron barotse. En 1864, se invirtió la situación y tanto kololos como barotse pasaron a llamarse lozi. Viven en las llanuras del Zambeze, donde practican la agricultura, la ganadería y la pesca.

- Nsenga (5,3 %), unos 770.000. Pueblo bantú que vive  en el valle de río Luangwa, en el sudeste de Zambia. Tiene una cultura parecida a la de sus vecinos bemba, bisa o lila, pero comparten el idioma nyanga con sus vecinos chewa y ngoni del este. Proceden de un conglomerado de pueblos luba llamados maravi, que en el siglo XV emigraron desde la región del Congo. Colaboraron con los portugueses para suministrarles caza y contactar con otros pueblos del norte. Los británicos prohibieron cazar en su territorio, pues en la zona hay una importante reserva con elefantes, búfalos, kudus, cebras y leones.[6]

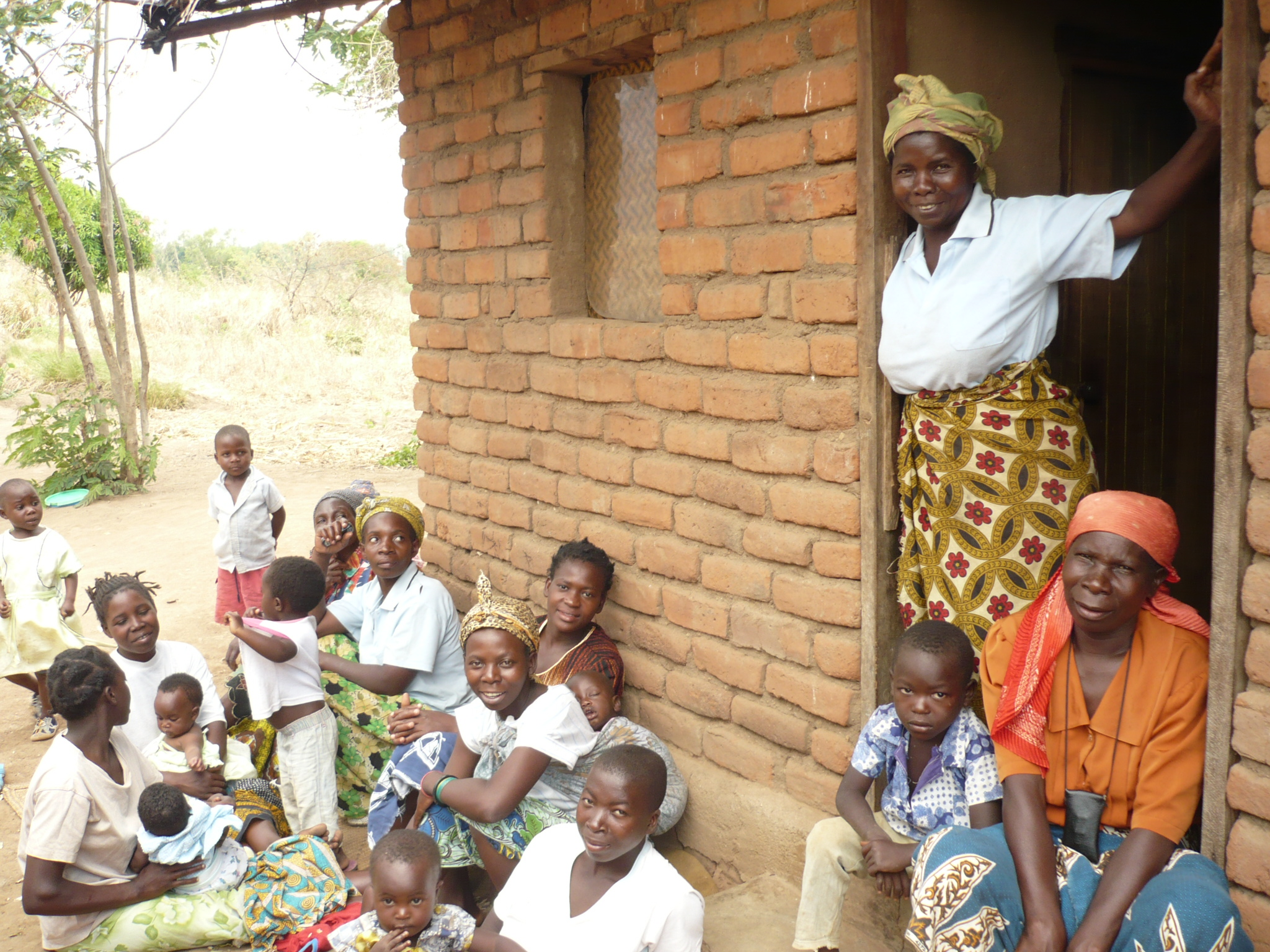
Familia tumbuka en Malaui

- Tumbuka (4,4 %), más de 500.000. Pueblo bantú que vive en el valle del Luangwa, aunque la mayoría lo hace en Malaui, con poblaciones en las zonas fronterizas con Zambia, Tanzania y Zimbabue. Hablan el idioma tumbuka. La mayoría son cristianos, con resto de tradicionalismo. Desde el siglo XIX, la jefatura está en manos de la dinastía Chikulamayembe, cuyo rey se encuentra en Bolero, junto al lago Malaui.
- Ngoni (4 %), unos 180.000. La mayoría, más de 700.000, habitan en Malaui. Ngoni o nguni forma un grupo bantú que incluye unas 25 etnias, entre ellas ndebele, zulúes y xhosas en Sudáfrica.

- Lala (3,1 %) o lala-bisa, unos 750.000. Viven en la Provincia Central de Zambia, en el distrito de Serenje. Hablan el idioma lala o illala. Están divididos en numerosos grupos gobernados por jefes locales, con un jefe veterano, el jefe muchinda. En general, son pequeños granjeros, cazadores y pescadores. Cultivan mijo, mandioca, boniatos y calabazas principalmente. Son en su mayoría cristianos y el matrimonio es monógamo. Hay otro pueblo lala al este de Nigeria, en las montañas que separan este país de Camerún.

- Kaonde (2,9 %), cerca de 400.000. En el noroeste de Zambia, con pequeños grupos en la RDC. Las tierras altas boscosas donde viven tienen una media de 1220 m de altitud; al sudoeste se encuentran las planicies abiertas donde viven los grandes herbívoros. Los kaonde, kahonde o bakahonde están formados por tres grupos probablemente descendientes de los luba que viven en el Congo. Son matrilineales y cultivan maíz, sorgo, mijo, calabazas y frijoles, entre otras. Practican la roza y quema, recogen frutos y cazan pequeños animales, como ratas de las cañas y antílopes. Muchos creen en los ancestros.[7]

- Namwanga o mwanga (2,8 %), unos 190.000. Viven en el nordeste de Zambia ( la mayoría), sudoeste de Tanzania y nordeste de Malaui. Hablan el idioma mawanga. Se cree que vinieron del este de África, junto con los tonga hacia el año 900 a. C. Su modo de vida era nómada y frugal, sin residencia permanente. Actualmente, cultivan mijo, cacahuetes, habichuelas, maíz y otros. También crían ovejas, cabras, pollos y palomas, y son conocidos como herreros. Muchos han sido convertidos por los testigos de Jehová.[8]

- Lunda (2,6 %). Son varios grupos regionales. Los lunda del norte son más de 200.000, población que se duplica en Angola y se triplica en el Congo, pero hay otros dos grupos de lunda en la Provincia del Noroeste, los lunda kanongesha y los lunda ishindi, que suman más de 400.000.[9]

- Mambwe (2,5 %), unos 400.000. Viven en el nordeste de Zambia y en la región de Rukwa, en Tanzania. Son conocidos como hombres de negocios por sus relaciones con sus primos cercanos, los namwanga, y con los suajili y comerciantes árabes. Hablan el idioma mambwe-lungu o cilungu, como los namwanga.

- Lovale o luvale (2,2 %), unos 325.000. Habitan en el noroeste de Zambia y el sudeste de Angola. Están relacionados con los lunda en el nordeste, con los que han combatido por conflictos territoriales. Proporcionaban esclavos a los  ovimbundu, que a su vez los entregaban a los portugueses, hasta el dominio británico a principios del siglo XX. Son reconocidos pescadores que venden al cinturón del cobre en Copperbelt.[10]

- Lamba (2,1 %), unos 375.000. Habitan en la Provincia Central de Zambia, en Copperbelt y en la provincia del Noroeste. Hay otro pueblo lamba o namba que vive en Togo. Los lamba de Zambia so matrilineales, practican la roza y quema y viven en pequeños asentamientos. Son agricultores y cazadores.

- Aushi o ushi (1 %), más de 100.000. Es un subgrupo formado por un conjunto de tribus que pertenece al pueblo bemba y vive en la provincia de Luapula. Se dice que fueron los primeros en llegar a Zambia en el año 1328 desde Kola, en la cuenca superior del río Congo. Hablan el idioma/dialecto aushi. Hay otros 300.000 en la RDC. Viven en poblados de 30 a 50 cabañas. Cultivan mijo sobre todo, y también cacahuetes, mandioca y otras raíces y habichuelas. Tienen unas pocas cabras y ovejas.[11]

- Lenje (1,6 %), unos 243.000. También conocidos como bene mukuni o balenge, entre otros nombres, viven en la Provincia Central, en Lusaka y en Copperbelt. Son un pueblo bantú relacionado con los tonga que solo se encuentran en Zambia. Hablan el idioma lenje. Son tradicionalistas en cuanto a religión.[12]

- Bisa (1 %), unos 375.000. Hablan el idioma lala-bisa. Vive al este de Zambia y en la orilla oriental del lago Bangweulu, donde son pescadores. En Muchinga, al este, son pequeños cazadores y practican una agricultura de subsistencia.

- Ila, en torno a 180.000, en la Provincia del Sur, principalmente en el distrito de Namwala, al oeste de Lusaka. Los hablantes bantúes ila-tonga consisten en unos 12 grupos dialectales que incluyen los loki, koba, lenje, tonga, totela, ila y otros. Son agricultores y ganaderos.[13]

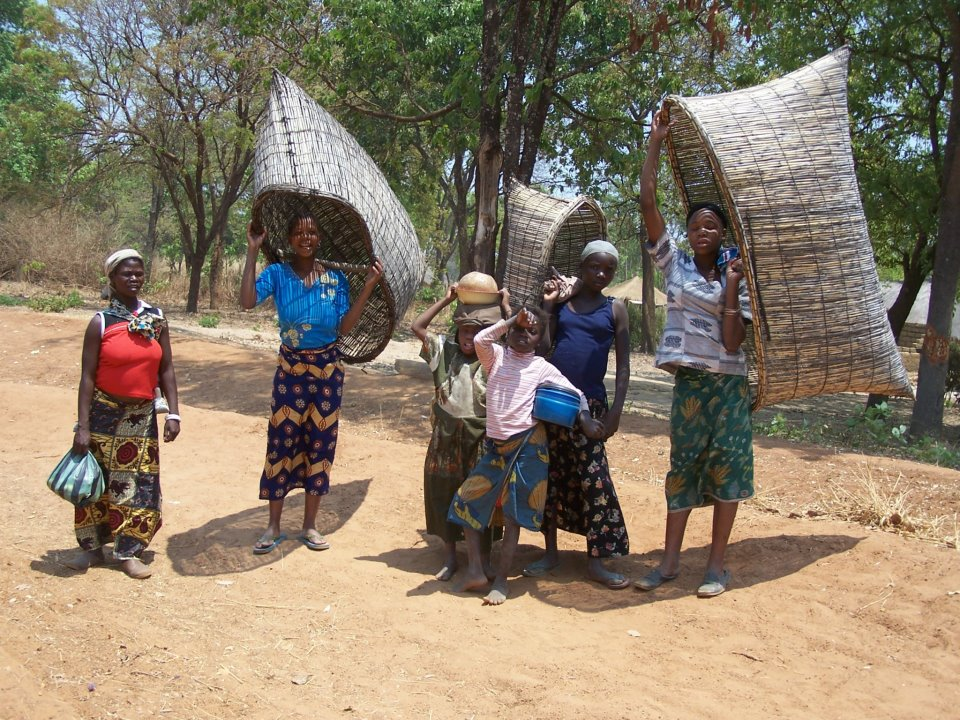
Mujeres mbunda con cestas para la pesca

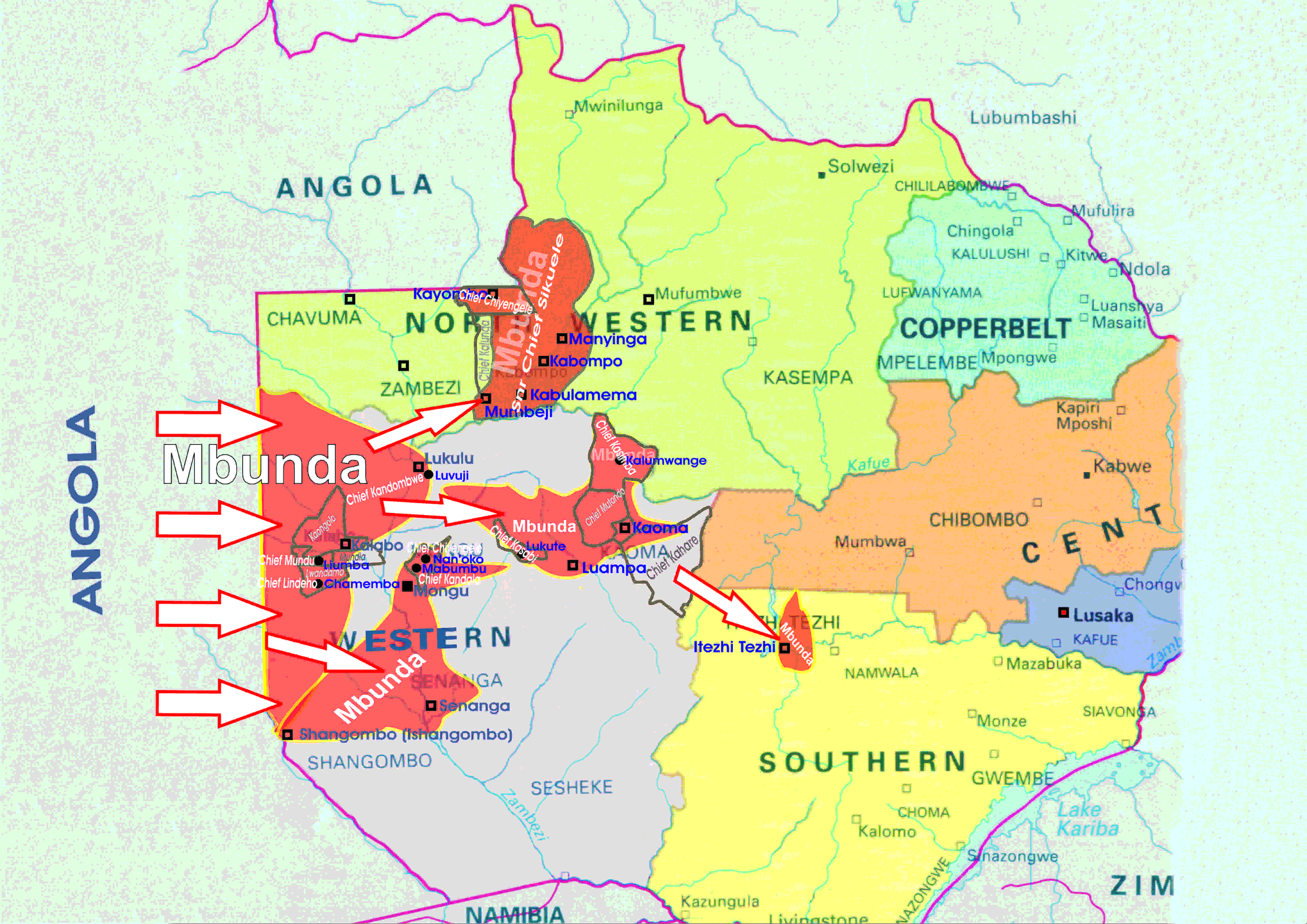
Migraciones mbunda desde Angola hasta Zambia en la segunda mitad del.

- Mbunda o wambunda (1,2 %), unos 160.000. Grupo bantú que emigró al oeste de Zambia desde Angola y vive en Barotselandia. está formado por varias tribus, la mayor parte de las cuales vive en el sudeste de Angola, de un total de unos 400.000 mbundas. Fue un pueblo guerrero que se enfrentó a sus vecinos y más tarde a los colonizadores. Las guerras de independencia angolesa y luego la guerra civil en ese mismo país expulsaron a una buena parte a Zambia. Están tradicionalmente gobernados por un rey que sigue la línea matrilineal. En Zambia hay actualmente ocho o nueve jefes tribales. Hablan el idioma mbunda, con al menos siete dialectos, y son tradicionalistas.[14][15]

- Senga, unos 150.000. Proceden del sur del Congo, viven en el valle del Luangwa, entre los hablantes del idioma tumbuka. Cada poblado está gobernado por un jefe.[16]

- Bwile, más de 100.000, en la zona nororiental de Zambia, junto al lago Moero, con una parte más pequeña en la RDC.

- Chokwe, más de 100.000, en el noroeste, con una parte más importante en la RDC, donde hay más de 1 millón.

- Cishinga o chisingas, en torno a 100.000, hablan la lengua bemba. Viven en el noroeste, al norte del lago Bangweulu, entre las etnias lunda y bemba. La mayoría son pequeños granjeros. En su día estuvieron sometidos a los raids esclavistas de los árabes.[17]

#### Etnias con menos de 100.000 individuos

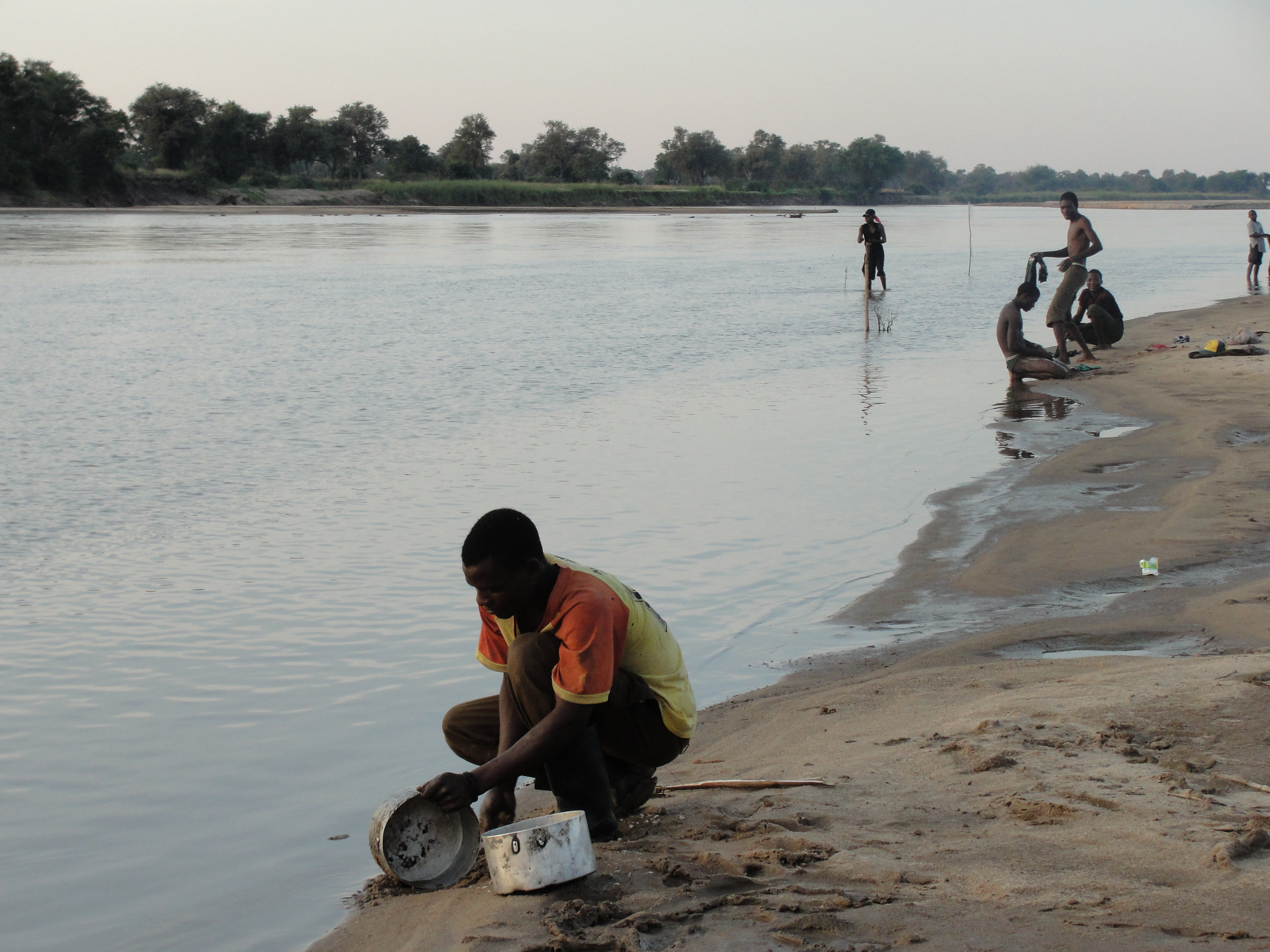
Miembros de la etnia kunda junto al río Luangwa

- Ambo, poco más de 4500, pertenecen a un grupo de 8 grupos tribales que habitan sobre todo en Namibia, donde se les denomina ovambo y sur de Angola. Hablan una lengua oshiwambo.
- Guyaratí, unos 44.000, hablan el idioma guyaratí y proceden del estado de Guyarat, en la India. Llegaron en 1905, cuando Zambia era colonia británica y se llamaba Rodesia del Norte. Con la independencia, se adaptaron y son una comunidad importante en la economía del país. Son hindúes en su mayoría. El pueblo gujarati comprende más de 70 millones de personas y se encuentran por todo el mundo, con 64 millones en la India, más de un 1 millón en EE UU y unos 600.000 en Reino Unido.[18]
- Iwa o mashukulombwe, población poco conocida, desde 10.000 a 65.000, en el nordeste de Zambia, distritos de Isoka y Mafinga, al este de los bemba. Hablan el mwanga. Tradicionalmente criaban ganado en las riberas del río Chambesi. En los años 1920, un buen número fue convertido a los testigos de Jehová.[19]
- Kabende, unos 86.000. Forman parte del grupo bantú de los aushi, que viven al sur de Zaire y en la frontera de Zambia, al este del río Luapula y al oeste del lago Bangweulu.
- Kunda, unos 60.000. Viven en el sudeste de Zambia.
- Lambya, unos 19.000. Viven en la esquina nordeste de Zambia y a lo largo de la frontera de Tanzania y Malaui. Muchos son granjeros. Eran 85.000 en 2001.
- Luano, unos 3000. Viven en el centro sur de Zambia, al este de Lusaka. La mayoría son pequeños granjeros.
- Luchazi, unos 56.000. Nativos de Angola, durante la colonización portuguesa muchos se desplazaron a Zambia y Namibia. Pueblo bantú conocido también cono nganguela por otros pueblos de la zona. Hablan el idioma luchazi del grupo ngangela. Tradicionalmente viven en áreas circulares llamadas kuimbo, donde residen de 20 a 40 personas bajo un líder que suele ser el padre o abuelo. Cada grupo de kuimbos está liderado por un mwene, que puede ser hombre o mujer. Son ante todo agricultores, cultivan mandioca, ñame y cacahuetes.[20]
- Luyana, unos 5000. Son un subgrupo del pueblo lozi que hablan el idioma luyana. Ocupan pequeñas granjas en el oeste de Zambia. La mayoría son cristianos.[21]
- Masi, unos 36.000. En el extremo oeste de Zambia. Pertenecen al grupo joisán, que incluye bosquimanos y hotentotes principalmente, y comparten territorio con Angola y norte de Namibia.
- Mbowe, unos 900. Forman parte de los pueblos mawika en la región. según el diccionario etnohistórico de James Olson hay unos 14.000 en Zambia, la mayoría pequeños granjeros. Según la enciclopedia de los adventistas del séptimo día, los mawika son un pueblo muy primitivo que cree en la brujería. Según el proyecto Josué son pastores que practican la pesca y viven el oeste de Zambia, en el distrito de Lukulu.[22][23]
- Mbukushu, unos 11.000. Viven en el oeste, aunque la mayor parte, unos 40.000, viven en Namibia, junto al río Okavango. Hablan el idioma mbukushu. La mayoría son cristianos. Proceden del valle del Zambeze, desde donde desplazaron hacia Botsuana y Angola antes del siglo XIX.
- Mukulu, cerca de 10.000. Pertenecen al grupo aushi. Su idioma, el mukulu se considera un dialecto del idioma bemba. Viven en el norte de Zambia. La mayor parte son cristianos.

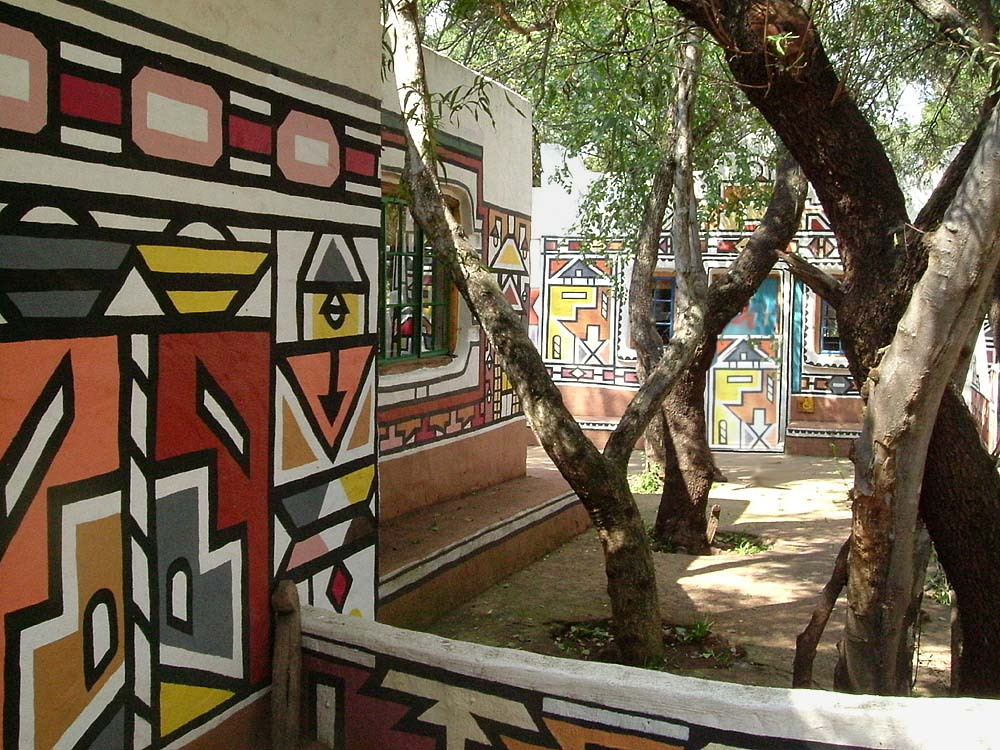
Decoración tradicional de los ndebele

- Ndebele, unos 15.000. Hay tres grupos tribales con este nombre: los que viven en Zimbabue, también llamados matabele o ndebele del norte, que pueden ser 2,5 millones; los que viven en el sur, en Sudáfrica, que superan el millón y se dividen a su vez en los que viven en Transvaal sur y los que viven en Transvaal norte. La población puede ser muy variable. Los que viven en Zambia lo hacen al este de Lusaka, en el centro del país.
- Nkoya, unos 67.000 o 150.000 según la fuente. Pueblo bantú que vive en las provincias del Oeste y del Sur, en el área de Kaoma, al este de los lozis y al oeste de los ilas y los kaondes. Hablan el idioma mankoya, que tiene diversos dialectos. Descienden de los mbwelas, los primeros inmigrantes congoleses en llegar a la zona.[24]
- Nyika, unos 10.000. Viven entre Tanzania y Zambia. Hablan el idioma nyika. Los nyika son un pueblo bantú cuyos principales representantes viven en la costa de Kenia, también llamados mijikenda, en la frontera con Tanzania. Nyika significa pueblos de la maleza, por su aversión a vivir en zonas boscosas. Los nyika o nyiha de Zambia proceden del centro de Tanzania, donde hay más de 700.000.
- Sala, unos 45.000. Pueblo bantú que pertenece al grupo botatwe, que incluye tongas, ila, lenje y kaonde. Hablan chisala o sala con una mezcla de tonga. Están entre los primeros bantúes que habitaron el centro de Zambia y se desplazaron hacia el sur. Viven en el centro, al oeste de Lusaka.[25]
- Shasha o mashasha. Unos 2300 según el proyecto Josué. Según People Groups hay unos 7200 en el centro-oeste de Zambia. Son un pueblo bantú del sur. Hablan ante todo el idioma nkoya.

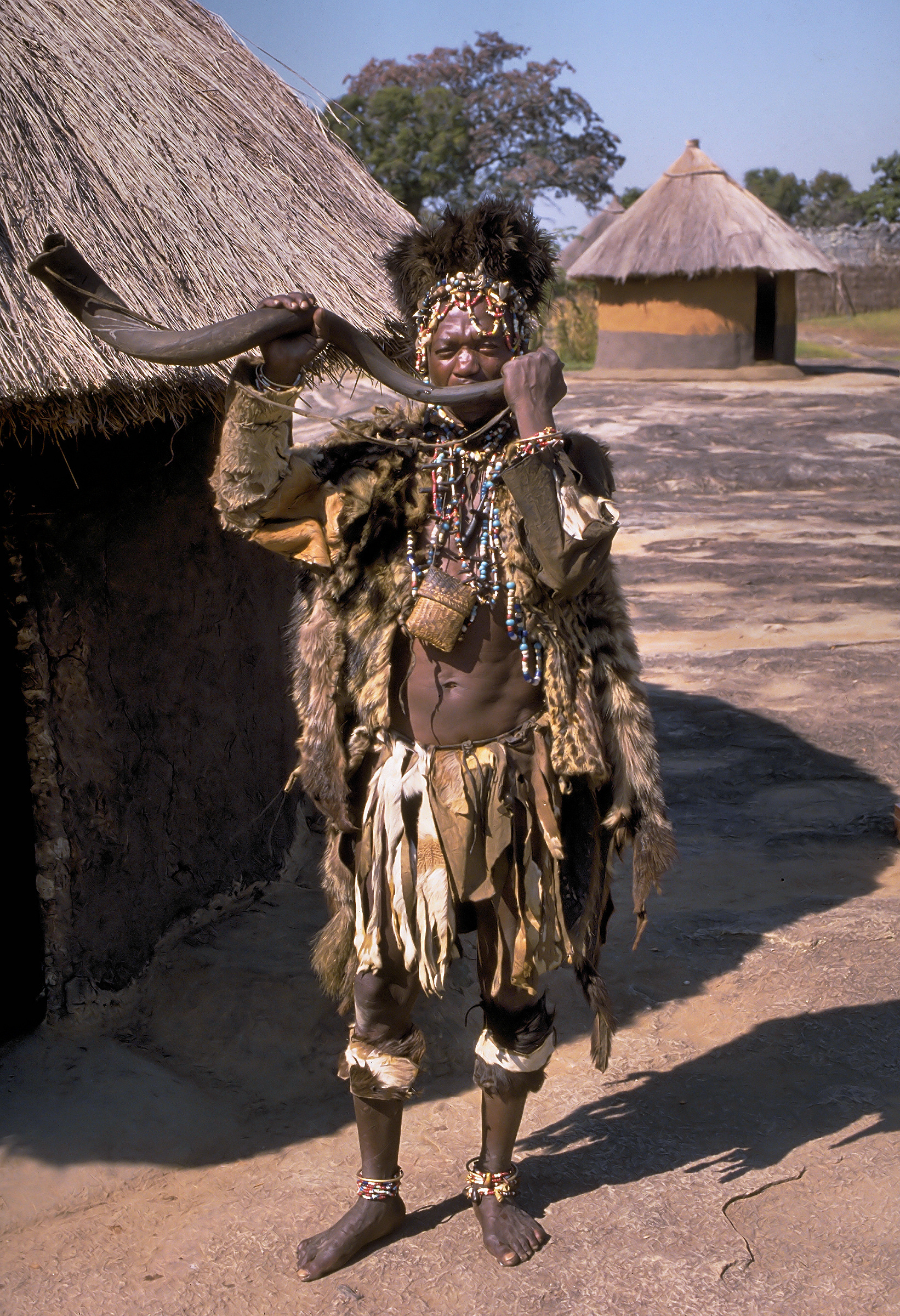
Hechicero shona, considerado un doctor o n'anga.

- Shona, unos 42.000 en Zambia. Pueblo bantú repartido entre Zimbabue, Mozambique, Sudáfrica, Zambia y el Reino Unido. En conjunto son cerca de 18 millones, con 13 millones en Zimbabue y 200.000 en Reino Unido. Hablan el idioma shona. Tradicionalmente agricultores, cultivan sorgo, habichuelas y cacahuetes y crían vacas y cabras. Viven en el centro, al sudeste de Lusaka.
- Simaa, cuatro grupos con unos 9500. Pueblo bantú que solo se encuentra en Zambia, en el extremo occdiental. Hablan el idioma simaa. La mayoría son animistas.
- Soli, unos 65.000. Pueblo bantú del grupo botatwe. Son los habitantes originales de la zona de Lusaka. La mayoría son granjeros de subsistencia.
- Subia, unos 2600. Pueblo bantú que vive en el sudoeste, junto a la franja de Caprivi de Namibia. Según People Groups hay unos 25.000 en Zambia, 34.000 en Namibia y unos 7000 en Botsuana.[26] Hablan el idioma subiya y son animistas en su mayoría.
- Suajili, unos 47.000, musulmanes aunque con creencias tradicionales.[27] Hay al menos 1,5 millones de suajilis dispersos por una docena de países, incluidos más de 400.000 en Arabia Saudí y unos 100.000 en Omán. Hay 1 millón en Tanzania. Hablan el idioma suajili, una lengua bantú. Eran comerciantes en el océano Índico. Los que hay en Zambia viven en la zona de Lusaka.
- Swaka, unos 72.000. Pueblo bantú que vive en la zona de Lusaka. hablan el idioma lala-bisa. Son tradicionalistas.
- Tabwa o rungu unos 7800. Grupo pequeño que vive en el sudeste de Zaire, el noroeste de Zambia y el sudoeste de Tanzania. La mayoría vive entre los lagos Moero y Tanganika. Son matrilineales y están divididos en distintas tribus. Obtienen localmente sal y hierro, alternan la pesca con el cultivo de patatas, trigo y cebollas para el mercado, y ñame, mañiz y habichuelas para uso propio. La minería del cobre se encuentra al sur de su territorio.[28]
- Tambo, unos 24.000. En el extremo nordeste, cerca de la frontera con Tanzania, entre los lagos. Hablan el idioma nyamwanga. Son animistas.
- Toka, unos 29.000. Pueblo bantú que vive en torno a Lusaka. Hablan el idioma tonga y son tradicionalistas. En Zimbabue hay más de 200.000, junto al lago Kariba, en la frontera con Zambia.[29]
- Unga, unos 47.000, cristianos, viven en el norte, en la vecindad del lago Bangweulu, en zonas pantanosas donde pescan.
- WaYao o yao, unos 5000 en Zambia, en la frontera con Malaui y Mozambique. Hay muy pocos en Zambia, pero son un importante grupo étnico y lingüístico en Malaui, donde hay 1 millón, y en Tanzania y Mozambique, con medio millón en cada país. Son musulmanes con trazos tradicionales, resistieron la colonización portuguesa, británica y alemana, pero ellos mismos eran esclavistas y mercadeaban con el marfil en la costa.[30]
- Yauma, unos 13.000. En el sudoeste, frontera con Angola, donde hay más de 40.000. Hablan el idioma yauma y son bantúes tradicionalistas.